# Michal Rozin
Pour les articles homonymes, voir Rozin.
Michal Rozin (en hébreu : מיכל רוזין), née le 25 juin 1969, est une personnalité politique israélienne.
Elle est élue à la Knesset sur la liste du Meretz en 2013 et 2019, et de 2021 à 2022.

## Carrière politique
Rozin est élue à la Knesset, le parlement israélien, en 2013 sur la liste du Meretz, parti de gauche, laïc et socialiste. Au cours de son premier mandat, elle préside le comité sur les travailleurs étrangers ainsi que trois lobbys : égalité dans l'emploi, femmes de la Knesset et égalité et pluralisme.
Elle est membre de l'association féministe Femmes du Mur des Lamentations. Elle dit revendiquer une vision du monde qui combine la liberté de religion et féminisme. Le 4 mars 2014, elle reçoit avec Amram Mitzna le prix annuel de l'Institut israélien pour la Démocratie en récompense de leur travail parlementaire en promotion des droits des femmes, des enfants et des groupes défavorisés.
Rozin mène également campagne en promotion du mariage homosexuel. Elle est connue pour une défenseure des droits LGBT à la Knesset avec ses collègues Nitzan Horowitz et Tamar Zandberg notamment.
Elle est réélue aux élections législatives de 2015, où elle était inscrite en quatrième position sur la liste de son parti.